# Szafije szultána
Szafije szultána, oszmán-törökül: صفیه سلطان,   (Korfu, 1540 körül – Drinápoly, 1621. november 10.) oszmán szultána. III. Murád szultán felesége,  III. Mehmed szultán édesanyja. 1583 és 1595 között a birodalom haszeki szultánája, majd 1595 és 1603 között válide szultána.

## A hárem előtt
A mára általánosan elterjedt nézet szerint Sofia Bellicui Baffo néven született, s ahogyan későbbi anyósát, Nurbanu szultánát, úgy őt is kalózok rabolták el szülőföldjéről. Apja Leonardo Baffo volt, Korfu szigetének velencei kormányzója, s mint ilyen, nagy valószínűséggel rokonságban állt anyósával, aki ugyancsak a velencei Baffo családból származott. Egy Velencéből Korfura tartó hajóút alkalmával, az Adriai-tengeren esett oszmán kalózok fogságába, egy évvel később pedig az isztambuli rabszolgapiacon találjuk, ahonnan Nurbanu szultána tulajdonába került. Ezután két évet a háremben töltött, mígnem Murád herceg kedvenc ágyasa lett.
Egy másik megközelítés szerint egy albán hegyi faluban született, melyet újabb kutatások támasztanak alá, s egyúttal megjegyzik, hogy származástörténetét rendszerint az anyósáéval tévesztik össze a források.

## A szultán kedvenc feleségeként
Az 1560-as évek első felében, amikor a hárembe került, I. Szulejmán még életben volt. Szafije a trónörökös Szelim herceg fiának, Murád hercegnek a kedvence lett, s még Szelim trónralépte előtt néhány hónappal életet adott Mehmed hercegnek, a későbbi III. Mehmed szultánnak. Miután Murád 1574-ben, II. Szelim halála után trónra került, Szafije a politikai élet egyik meghatározó alakja lett, Murád ugyanis nem sokat törődött az államügyekkel. Helyette anyja, Nurbanu szultána irányította a birodalmat, aki fölismerve Szafije befolyásának veszélyeit, idővel igyekezett őt minél inkább háttérbe szorítani. Ennek egyik eszközeként jelentősen csökkentette a juttatásait a többi ágyas ellenében, valamint azt is sikerült meghiúsítania, hogy Murád törvényesen feleségül vegye kedvenc asszonyát. Amikor pedig Szafije fiát, Mehmed herceget 1583-ban a szultán Manisa szandzsákbégjévé nevezte ki, Nurbanu elérte Murádnál, hogy Szafijének a fiával együtt Manisába kelljen költöznie. Távollétét arra használta fel, hogy gyengítse menye kizárólagos pozícióját Murád ágyasai között, ennek érdekében jelentős összegekért új rabszolgalányokat hozatott a hárembe. Szafije ugyan továbbra is Murád kedvence maradt, igazán jelentős befolyásra és hatalomra azonban csak anyósa halála (1583) után sikerült szert tennie.

## Anyaszultánaként
Miután Murád 1595 elején meghalt, Mehmed herceg lett az új szultán, Szafije pedig fia uralkodása alatt az anyaszultána (Valide Sultan) címet viselte. Mehmed folytatta az apja által két évvel korábban megkezdett magyarországi háborút, és 1596-ban sikeresen elfoglalta Eger várát. A kormányzással azonban nem sokat foglalkozott, így a tulajdonképpeni hatalmat Szafije gyakorolta. Az anyaszultána politikai befolyása pedig folyamatosan nőtt, ami jövedelmei jelentős megnövelését is lehetővé tette számára. Hogy hatalmát biztosítsa, igyekezett gyengíteni riválisait, mindenekelőtt menyei, Halime és Handan szultánák befolyását. Döntő szerepet játszott azokban az udvari intrikákban, amelyek 1603-ban a trónörökös Mahmud herceg, valamint Yemişçi Hasan pasa, nagyvezír kivégeztetéséhez vezettek.

## Utolsó évei
III. Mehmed nyolc évi uralkodást követően, 1603 decemberében meghalt. Kiskorú unokája, I. Ahmed követte a trónon, aki egyik első intézkedéseként megfosztotta hatalmától és a Régi Palotába (Eski Saray) száműzte nagyanyját. A válide szultána címet Ahmed anyja, Handan szultána vette át, Szafije azonban továbbra is jelentős évi jövedelmet tudhatott magáénak. Még megérte dédunokája, II. Oszmán trónra kerülését 1618-ban. Egy évvel később, 1619. november 10-én halt meg Drinápolyban. Az isztambuli Hagia Szophiába temették el férje, III. Murád szultán mellé.

## Politika
Szafije szultána kétségkívül az Oszmán Birodalom történetének legbefolyásosabb asszonyai közé tartozott. Politikai szerepvállalása idején különösen élénk diplomáciai kapcsolatot alakított ki I. Erzsébet angol királynővel. Jó barátságot ápoltak, kiterjedt levelezést folytattak, nem utolsósorban ajándékokkal is kedveskedtek egymásnak (Erzsébet például Szafijének egy hintót, Mehmed szultánnak egy orgonát küldött 1599-ben; Szafije egy válaszlevélben fejezte ki köszönetét, melyet sok egyéb ajándékkal együtt juttatott el az angol királyi udvarba). A Velencei Köztársasághoz hasonlóan jó viszony fűzte, politikai és gazdasági téren egyaránt.

## Gyermekei
- Mehmed herceg (1566-1603), III. Mehmed néven 1595 és 1603 között az Oszmán Birodalom szultánja
- Ayşe szultána (1570-1605), Damat Ibrahim pasa, majd Güzelce Mahmud pasa felesége
- Fatma szultána (1580-1620)

## A modern kultúrában
A 2011 januárjától 2014 júniusáig vetített Szulejmán című televíziós sorozat befejező epizódjában a fiatal szultánát Gözde Türker, majd a 2015 novemberétől 2017 júniusáig vetített A szultána című televíziós sorozatban az idős szultánát Hülya Avşar török színésznő alakítja.

## Fordítás
- Ez a szócikk részben vagy egészben  a   Szafije című német Wikipédia-szócikk fordításán alapul.  Az eredeti cikk szerkesztőit annak laptörténete sorolja fel. Ez a jelzés csupán a megfogalmazás eredetét és a szerzői jogokat jelzi, nem szolgál a cikkben szereplő információk forrásmegjelöléseként.

| Előző Nurbanu szultána | Az Oszmán Birodalom haszeki szultánája 1583. december 7. – 1595. január 15. | Következő Köszem szultána |
| Előző Nurbanu szultána | Az Oszmán Birodalom válide szultánja 1595. január 15. – 1603. december 22.  | Következő Handan szultána |